# Robert Smith (baloncestista)
Robert Leroy Smith (Los Ángeles, California, 10 de marzo de 1955) es un exjugador de baloncesto estadounidense que disputó siete temporadas en la NBA y siete más en la liga francesa, además de jugar en la CBA. Con 1,80 metros de estatura, jugaba en la posición de base.

## Trayectoria deportiva

### Universidad
Tras pasar un año en el Junior College de Arizona Western, jugó durante tres temporadas con los Rebels de la Universidad de Nevada-Las Vegas, en las que promedió 10,3 puntos, 4,7 asistencias y 1,9 rebotes por partido. Posee en la actualidad los récords de su universidad de mejor porcentaje de tiros libres en el total de una carrera, con un 87,8% de acierto, y de una temporada, con un 92,5% (98 aciertos de 106 intentos).
Fue uno de los referentes en el equipo de 1977, año en el cual acabaron la temporada regular con 29 victorias y 3 derrotas, promediando 107 puntos por partido, y consiguiendo llegar por vez primera a la Final Four del Torneo de la NCAA.

### Profesional
Fue elegido en la sexagésimo quinta posición del Draft de la NBA de 1977 por Denver Nuggets, donde tras una primera temporada en la que apenas tuvo protagonismo, en la segunda se afianzó como base suplente, promediando 6,4 puntos y 2,5 asistencias por partido.
En 1979 fue traspasado a Utah Jazz a cambio de dos futuras segundas rondas del draft, pero fue despedido tras disputar tan solo seis partidos. Fichó entonces como agente libre por los New Jersey Nets, donde jugó una temporada en la que promedió 5,2 puntos y 1,4 asistencias por partido.
A partir de ese momento, pasó cinco temporadas alternando contratos de 10 días en la NBA con campañas completas en la CBA. En 1983, jugando para los Montana Golden Nuggets, fue elegido mejor jugador del campeonato. En 1985 decidió continuar su carrera en la liga francesa, jugando primero en el AS Monaco durante 4 temporadas, con los que consiguió en 1987 ser el mejor jugador del All-Star y el mejor pasador de la liga, y al año siguiente batir el récord absoluto de porcentaje de tiros libres en una temporada, consiguiendo 99 de 100 intentos.
Jugó tres temporadas más en el Olympique d'Antibes, donde volvió a ser en dos ocasiones el mejor lanzador de tiros libres de la liga, por encima del 90% de efectividad, repitiendo el galardón al mejor jugador del All-Star en 1990, ya con 35 años de edad.

## Estadísticas de su carrera en la NBA

### Temporada regular
| Temporada | Edad | Equipo              | Liga | P   | TIT | MIN  | TC  | TCA | %TC  | 3P  | 3PA | %3P  | TL  | TLA | %TL   | R.OF. | R.DEF. | REB | ASIS | ROB | TAP | PER | FP  | PTS |
| 1977-78   | 22   | Denver Nuggets      | NBA  | 45  |     | 8.4  | 1.1 | 2.2 | .515 |     |     |      | 0.5 | 0.5 | .875  | 0.1   | 0.7    | 0.8 | 0.9  | 0.4 | 0.1 | 0.4 | 1.2 | 2.7 |
| 1978-79   | 23   | Denver Nuggets      | NBA  | 82  |     | 18.0 | 2.2 | 5.3 | .422 |     |     |      | 1.9 | 2.2 | .883  | 0.5   | 1.3    | 1.8 | 2.5  | 0.7 | 0.2 | 1.2 | 2.0 | 6.4 |
| 1979-80   | 24   | TOTAL               | NBA  | 65  |     | 12.4 | 1.8 | 4.1 | .439 | 0.1 | 0.4 | .308 | 1.2 | 1.4 | .870  | 0.3   | 0.9    | 1.2 | 1.4  | 0.4 | 0.1 | 0.8 | 1.6 | 5.0 |
| 1979-80   | 24   | Utah Jazz           | NBA  | 6   |     | 12.2 | 0.8 | 2.5 | .333 | 0.0 | 0.0 |      | 0.8 | 0.8 | 1.000 | 0.5   | 0.0    | 0.5 | 1.2  | 0.7 | 0.0 | 0.2 | 0.5 | 2.5 |
| 1979-80   | 24   | New Jersey Nets     | NBA  | 59  |     | 12.5 | 1.9 | 4.3 | .445 | 0.1 | 0.4 | .308 | 1.3 | 1.5 | .862  | 0.3   | 1.0    | 1.3 | 1.4  | 0.4 | 0.1 | 0.9 | 1.7 | 5.2 |
| 1980-81   | 25   | Cleveland Cavaliers | NBA  | 1   |     | 20.0 | 2.0 | 5.0 | .400 | 0.0 | 0.0 |      | 4.0 | 4.0 | 1.000 | 1.0   | 2.0    | 3.0 | 3.0  | 0.0 | 0.0 | 3.0 | 6.0 | 8.0 |
| 1981-82   | 26   | Milwaukee Bucks     | NBA  | 17  | 1   | 18.6 | 3.1 | 6.5 | .473 | 0.1 | 0.6 | .200 | 0.6 | 0.7 | .833  | 0.1   | 0.8    | 0.8 | 2.6  | 0.6 | 0.1 | 0.8 | 2.1 | 6.8 |
| 1982-83   | 27   | TOTAL               | NBA  | 12  | 0   | 5.7  | 0.6 | 2.0 | .292 | 0.0 | 0.2 | .000 | 0.8 | 0.8 | .900  | 0.1   | 0.4    | 0.5 | 0.7  | 0.4 | 0.0 | 0.5 | 1.1 | 1.9 |
| 1982-83   | 27   | San Diego Clippers  | NBA  | 5   | 0   | 8.6  | 0.4 | 2.6 | .154 | 0.0 | 0.2 | .000 | 1.4 | 1.6 | .875  | 0.2   | 0.4    | 0.6 | 1.2  | 0.8 | 0.0 | 0.6 | 1.4 | 2.2 |
| 1982-83   | 27   | San Antonio Spurs   | NBA  | 7   | 0   | 3.6  | 0.7 | 1.6 | .455 | 0.0 | 0.1 | .000 | 0.3 | 0.3 | 1.000 | 0.0   | 0.4    | 0.4 | 0.3  | 0.1 | 0.0 | 0.4 | 0.9 | 1.7 |
| 1984-85   | 29   | Cleveland Cavaliers | NBA  | 7   | 0   | 6.9  | 0.6 | 2.4 | .235 | 0.0 | 0.6 | .000 | 1.1 | 1.4 | .800  | 0.0   | 0.6    | 0.6 | 1.0  | 0.3 | 0.0 | 0.4 | 0.9 | 2.3 |
| Total     |      |                     | NBA  | 229 | 1   | 13.6 | 1.8 | 4.2 | .435 | 0.1 | 0.4 | .238 | 1.3 | 1.4 | .877  | 0.3   | 1.0    | 1.3 | 1.8  | 0.5 | 0.1 | 0.8 | 1.7 | 5.0 |

### Playoffs
| Temp.   | Edad | Equipo            | Liga | P  | MIN | TCA | TC | 3PA | 3P | TLA | TL | R.OF. | REB | ASIS | ROB | TAP | PER | FP | PTS | %TC  | %3P  | %FT   | MIN  | PTS | REB | AST |
| 1977-78 | 22   | Denver Nuggets    | NBA  | 11 | 96  | 17  | 26 |     |    | 5   | 7  | 5     | 9   | 17   | 6   | 0   | 8   | 13 | 39  | .654 |      | .714  | 8.7  | 3.5 | 0.8 | 1.5 |
| 1978-79 | 23   | Denver Nuggets    | NBA  | 3  | 25  | 0   | 7  |     |    | 2   | 2  | 1     | 2   | 4    | 2   | 0   | 2   | 2  | 2   | .000 |      | 1.000 | 8.3  | 0.7 | 0.7 | 1.3 |
| 1981-82 | 26   | Milwaukee Bucks   | NBA  | 6  | 68  | 10  | 26 | 2   | 7  | 7   | 8  | 1     | 7   | 12   | 1   | 0   | 1   | 8  | 29  | .385 | .286 | .875  | 11.3 | 4.8 | 1.2 | 2.0 |
| 1982-83 | 27   | San Antonio Spurs | NBA  | 6  | 19  | 4   | 9  | 0   | 1  | 2   | 2  | 3     | 5   | 6    | 1   | 0   | 1   | 2  | 10  | .444 | .000 | 1.000 | 3.2  | 1.7 | 0.8 | 1.0 |
| Total   |      |                   | NBA  | 26 | 208 | 31  | 68 | 2   | 8  | 16  | 19 | 10    | 23  | 39   | 10  | 0   | 12  | 25 | 80  | .456 | .250 | .842  | 8.0  | 3.1 | 0.9 | 1.5 |